# استقرائية
الاستقرائية (بالإنجليزية: Inductionism) هي فلسفة العلوم حيث يتم "استقراء" القوانين من مجموعات البيانات. كمثال، قد يقيس المرء شدة القوى الكهربائية على مسافات متفاوتة من الشحنات ويحدث قانون التربيع العكسي للكهرباء الساكنة. ويعتبر هذا المفهوم أحد ركيزتي النظرة القديمة لفلسفة العلم، إلى جانب إمكانية البرهنة. يمكن أن يُظهر تطبيق الاستقراء كيف يمكن للأدلة التجريبية تأكيد أو تبرير استقرائي الاعتقاد في التعميم وقوانين الطبيعة.